# Ivo Garrani
Ivo Garrani (ur. 6 lutego 1924 w Introdacqua, zm. 25 marca 2015 w Rzymie) – włoski aktor telewizyjny i filmowy.

## Wybrana filmografia
- 1958: Herkules jako Pelias, król Jolkos
- 1959: Generał della Rovere (Il generale Della Rovere) jako przywódca partyzantów
- 1960: Wiatr z południa (Vento del sud) jako ojciec chrzestny
- 1960: Morgan kapitan piratów (Morgan il pirata) jako gubernator Guzman
- 1961: Ercole alla conquista di Atlantide jako Król Megalii
- 1963: Lampart (Il Gattopardo) jako pułkownik Pallavicini
- 1971: Magdalena (Maddalena)
- 1992: Plac Hiszpański (Piazza di Spagna) jako Vincenzo Catani